# Hurst (Texas)
Hurst è un comune degli Stati Uniti d'America, situato in Texas, nella contea di Tarrant. Fa parte dell'area suburbana tra Fort Worth e Dallas.